# La Course by Le Tour de France 2019

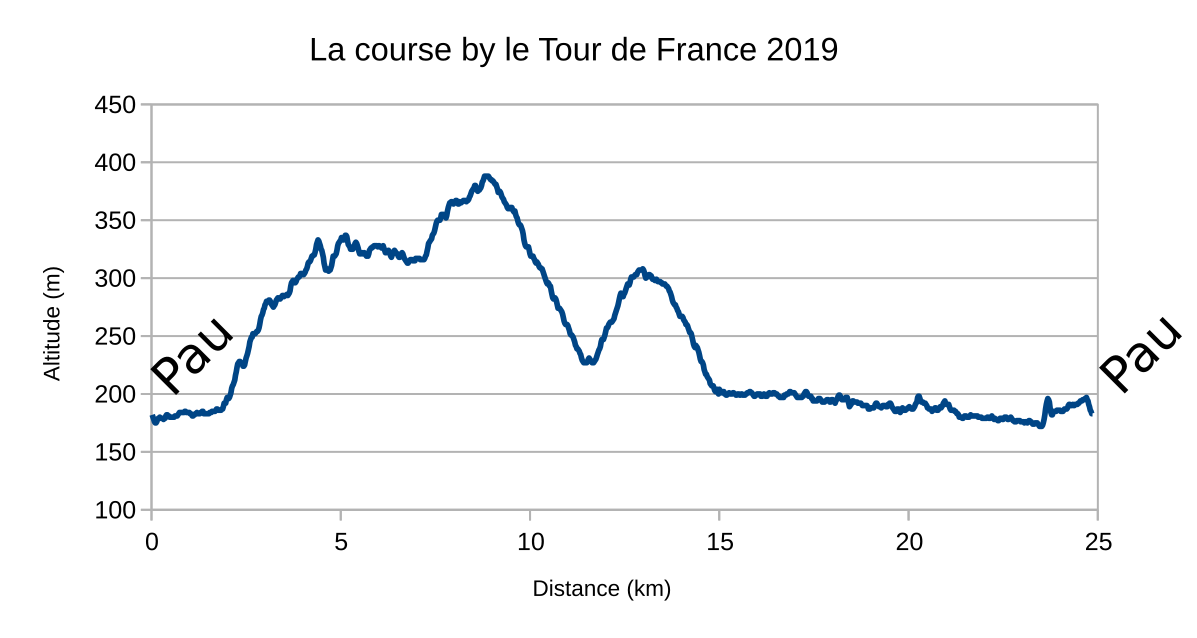
profiel van La Course 2019

De zesde editie van de Franse wielerwedstrijd La Course by Le Tour de France werd gehouden op vrijdag 19 juli 2019, op dezelfde dag als de dertiende etappe van de Ronde van Frankrijk 2019. De dames legden vijfmaal het parcours af waar de heren later op de dag een tijdrit reden. De wedstrijd maakte deel uit van de UCI Women's World Tour 2019 en was ingedeeld in de wedstrijdcategorie 1.WWT.

## Deelnemende ploegen
| UCI-teams          | UCI-teams                          | UCI-teams       |
| ------------------ | ---------------------------------- | --------------- |
| Alé Cipollini      | Cogeas-Mettler-Look                | Rally UHC Women |
| Bigla Pro Cycling  | Doltcini-Van Eyck Sport            | Team Sunweb     |
| Boels Dolmans      | FDJ Nouvelle-Aquitaine Futuroscope | Team Tibco      |
| BTC City Ljubljana | Lotto Soudal Ladies                | Trek-Segafredo  |
| Canyon-SRAM        | Mitchelton-Scott                   | Valcar-Cylance  |
| CCC-Liv            | Movistar Team                      | Team Virtu      |
| Charente–Maritime  | Parkhotel Valkenburg-Destil        | WNT-Rotor       |

## Uitslag
| Plaats  | Naam                  | Ploeg                | Tijd     |
| ------- | --------------------- | -------------------- | -------- |
| Winnaar | Marianne Vos          | CCC-Liv              | 3u15'20" |
| 2       | Leah Kirchmann        | Team Sunweb          | + 3"     |
| 3       | Cecilie Uttrup Ludwig | Bigla Pro Cycling    | z.t.     |
| 4       | Lucinda Brand         | Team Sunweb          | + 4"     |
| 5       | Ashleigh Moolman      | CCC-Liv              | + 6"     |
| 6       | Elisa Longo Borghini  | Trek-Segafredo       | z.t.     |
| 7       | Annemiek van Vleuten  | Mitchelton-Scott     | + 7"     |
| 8       | Soraya Paladin        | Alé Cipollini        | z.t.     |
| 9       | Ane Santesteban       | WNT-Rotor            | z.t.     |
| 10      | Anna van der Breggen  | Boels Dolmans        | z.t.     |
| 11      | Demi Vollering        | Parkhotel Valkenburg | z.t.     |
| 12      | Floortje Mackaij      | Team Sunweb          | z.t.     |
| 13      | Katarzyna Niewiadoma  | Canyon-SRAM          | + 10"    |
| 14      | Rachel Neylan         | Team Virtu           | z.t.     |
| 15      | Sofie De Vuyst        | Parkhotel Valkenburg | z.t.     |
| 16      | Eugenia Bujak         | BTC City Ljubljana   | z.t.     |
| 17      | Janneke Ensing        | WNT-Rotor            | z.t.     |
| 18      | Paula Patiño          | Movistar Team        | z.t.     |
| 19      | Katie Hall            | Boels Dolmans        | + 13"    |
| 20      | Urša Pintar           | BTC City Ljubljana   | + 14"    |

2014 · 2015 · 2016 · 2017 · 2018 · 2019 · 2020 · 2021
 Strade Bianche ·
 Ronde van Drenthe ·
 Trofeo Alfredo Binda-Comune di Cittiglio ·
 Driedaagse Brugge-De Panne ·
 Gent-Wevelgem ·
 Ronde van Vlaanderen ·
 Amstel Gold Race ·
 Waalse Pijl ·
 Luik-Bastenaken-Luik ·
 Ronde van Chongming ·
 Ronde van Californië ·
 Emakumeen Bira ·
 The Women's Tour ·
 Ronde van Italië voor vrouwen ·
 La Course by Le Tour de France ·
 RideLondon Classic ·
 Open de Suède Vårgårda ·
 Ronde van Noorwegen ·
 Bretagne Classic ·
 Boels Rental Ladies Tour ·
 La Madrid Challenge by La Vuelta ·
 Ronde van Guangxi